# Emil Boyson
Emil Boyson, född 4 september 1897, död 2 juni 1979, var en norsk författare.
Bland Boysons verk märks romanerna Sommertørst (1927), Yngre herre på besøk (1936) och Vandring mot havet (1937). Mest känd har han dock blivit som lyriker med samlingarna Varsler og møter (1934), Tegn og tydning (1935), Gjemt i mørket (1939) och Sjelen og udyret (1946), där han med starkt personlig, ofta strängt utmejslad stil, som bland annat kännetecknas av sällsynta ord, tolkar sina upplevelser inför naturen, kärleken och konsten.